# Xylotrechus deyrollei
Xylotrechus deyrollei är en skalbaggsart som först beskrevs av Maurice Pic 1897.  Xylotrechus deyrollei ingår i släktet Xylotrechus och familjen långhorningar. Inga underarter finns listade i Catalogue of Life.